# Општина Мелинешти (Долж)
Мелинешти (рум. Melineşti) општина је у Румунији у округу Долж.
Oпштина се налази на надморској висини од 152 m.